# Luitpolding-ház
A Luitpolding család egy frank nemesi család, amely a IX. században emelkedett fel. a Karoling uralkodók szolgálatában. A korszak végére a Frank Birodalom maradványállamainak délkeleti részében, a bajor területeken tettek szert komoly hatalomra. A Karoling-dinasztiához fűződő családi viszonyaik nem tisztázottak.

## A dinasztia története
A dinasztia névadója az a Luitpold őrgróf, aki a utolsó Karoling uralkodók hatalmának gyengülését kihasználva stabilizálta családjának befolyását a bajor területeken és megszerezte – többek között – a bajor hercegi címet. Hatalmának alapját a dunamenti és Regensburg-környéki hatalmas birtokai képezték, valamint a Dunai és Nordgaui Grófságok uralkodó címeinek öröksége.
A katonai hatalmat a Luitpolding uralkodók a magyarok elleni harcok kényszerében alakították ki. Különösen nagy érdemeket ért el ezen a téren Arnulf, aki valamilyen szinten képes volt normalizálni a bajor területeken viszonyát a magyarokkal, ill. erős határvédelmet épített ki az Inn folyó mentén. A Luitpolding hatalom csúcspontjának időszaka következett, amikor is Arnulf, sikereitől vezérelve képes volt a német királyi hatalom ellenében politizálni. Bajorország betagozódása a német területekbe egyelőre elmaradt.
A későbbi harcok során a német királlyal azonban mégiscsak utóbbi kerekedett felül. I. Ottó király fiával elvetette a Luitpolding uralkodó leányát, Juditot, ezzel megszakadt a dinasztia uralkodóinak férfiága. A Luitpolding fővonal felháborodásából adódó harcok során a nemesi család még – az ekkor még nem keresztény – magyarokkal is szövetséget keresett.
976-os győzelme után III. Ottó hatalmát a Luitpoldingekkel való leszámolásra használta fel. "Civakodó" Henriket Ottó elmozdította pozíciójából.
Bár a család hatalma Henrik uralma alatt még egy rövid időszakra felvirágzott (többek közt hatalmuk alá került az újonnan létrejött Karintiai Hercegség), de Henrik 989-es halálával kihalt a dinasztia férfiága. 
Feltételezhető, hogy a Luitpoldingok vérvonala a Wittelsbachok ágán továbböröklődött, erre azonban még nincs egyértelmű bizonyíték.

## Családfa és a dinasztia uralkodói, jeles személyei
- Adalaswint von Bayern Karintiai grófnő † 925 után
- Alberada von Lothringen Roucy grófnője † 960 után
- Alberich Karintiai gróf  † 931
- "Gonosz" Arnulf bajor herceg  † 937
- Arnulf bajor gróf  † 954
- Arnulf Sundergau grófja † kb. 1002
- Berthold bajor herceg † 947
- Berthold Schweinfurt grófja † 980
- Berthold von Reisensburg, Geissenfeld grófja † 999
- Biletrud bajor hercegnő † 976 után
- Bilifrid von Bayern Dollnstein grófnője † 1010
- Burchard a bajor Ostmark (Keleti Őrgrófság) őrgrófja † kb. 982
- Eberhard bajor herceg † kb. 940
- Gerberga von Sachsen Lotaringiai hercegnő, francia királynő  † 969
- Hadwig von Lothringen  † kb. 939
- III. Henrik bajor herceg  † 989
- Henrik bajor gróf  † 953 után
- I. Henrik Augsburg püspöke † 982
- Herigolt Vogt von Niederaltaich  † 895 után
- Hermann Pfullichgau grófja †  954 után
- Harold salzburgi érsek(wd) † 984
- Hildegard bajor hercegnő † 980 után
- Judit bajor hercegnő † 910 után
- Judit bajor hercegnő † 985 után
- Judit von Bayern Worms grófnője † 991
- Kunigunde bajor őrgrófnő, német királynő † 915 után
- Kunigunde von Bayern Schweinachgau grófnője †
- Liutgard von Verdun bajor hercegnő † 960 után
- Liutpald I. Freising környéki grófnő † 842 után
- Liutpald II. bajor gróf † kb. 846
- Liutpold osztrák őrgróf (Babenberger) † 994
- Ludwig, Arnulf herceg fia  † 974 után
- Luitpold bajor őrgróf  † 907
- Luitpold, Arnulf herceg fia  †
- Luitswinda, [Arnulf keleti frank király|Arnulf császár] édesanyja † 891 előtt
- ismeretlen I. Augsburgi Henrik püspök édesanyja  † 940 után
- ismeretlen, a bajor Luitpold édesapja  †
- ismeretlen saalegaui grófnő  †
- Odalbert salzburgi érsek(wd)  † 935
- Rihni nobilissima femina  † 930 után
- Weriant Karintiai gróf  † 954 után
- Wigburg von Bayern bajor palotagróf  † 960 után
- Wikfried verduni püspök  † 984
- Szent Wolfgang Regensburg püspöke † 994